# Nacho Méndez
Ignacio Méndez-Navia Fernández, meglio noto come Nacho Méndez (Luanco, 30 marzo 1998), è un calciatore spagnolo, centrocampista dello Sporting Gijón.

## Caratteristiche tecniche
È un centrocampista centrale.

## Carriera
Cresciuto nel settore giovanile dello Sporting Gijón, ha esordito in prima squadra il 27 agosto 2017 disputando l'incontro di Segunda División vinto 2-0 contro il Lugo.